# 博思韋爾城堡
博思韋爾城堡（Bothwell Castle）是位於英國蘇格蘭南拉纳克郡博思韋爾、克萊德河河畔的一座城堡，距格拉斯哥東南約10英里（16）。這座城堡由默里家族（Clan Murray）始建於13世紀，它是蘇格蘭中世紀最重要的城堡之一，蘇格蘭獨立戰爭中幾度易手，并遭到極大的破壞。15世紀重建，18世紀時廢棄，現在僅存遺址。

## 外部連接
- Historic Environment Scotland: Visitor guide （页面存档备份，存于）
- Engraving of Bothwell Castle in 1693 （页面存档备份，存于） ，John Slezer，National Library of Scotland
- Video footage of Bothwell Castle